# يوسف بن أبي بردة الأشعري
يوسف بن أبي بردة الأشعري الكوفي. من رواة الحديث الثقات. ذكره ابن حبان في كتاب «الثقات».وروى له البخاري في «الأدب»، والنسائي في «اليوم والليلة»، والباقون سوى مسلم حديثا واحدا.

## روايته للحديث النبوي
روى عن أبيه أبي بردة بن أبي موسى الأشعري.
روى عنه اسراءيل بن يونس وسعيد بن مسروق.

## أقوال العلماء فيه
الجرح والتعديل
- أبو حاتم بن حبان البستي: ذكره في الثقات.
- أبو عبد الله الحاكم النيسابوري: وثقه.
- أحمد بن صالح الجيلي: وثقه.
- ابن حجر العسقلاني: مقبول.
- الذهبي: ثقة.
- مصنفوا تحرير تقريب التهذيب: صدوق حسن الحديث، فقد ذكره ابن حبان في الثقات.